# Russocampus
Russocampus polchaninovae es una especie de araña araneomorfa de la familia Linyphiidae. Es el único miembro del género monotípico Russocampus.

## Distribución
Se encuentra en Rusia en el óblast de Belgorod.

## Etimología
Fue nombrado em¡n  honor de Nina Polchaninova.